# Lagochilus quadridentatus
Lagochilus quadridentatus là một loài thực vật có hoa trong họ Hoa môi. Loài này được Jamzad mô tả khoa học đầu tiên năm 1988.